# Margaret Selina Martei
Margaret Selina Martei foi uma política ganesa, membro do parlamento pelo eleitorado de Asamankese de 1965 a 1966. Ela também serviu como Secretária Geral do Conselho Nacional da Mulher do Gana, um conselho que foi fundado em 1960 para fornecer "um canal para consulta e acção conjunta a nível nacional em assuntos sociais, culturais, económicos e políticos sobre feminilidade ganense. " Antes de se tornar na Secretária Geral do Conselho Nacional da Mulher do Gana, ela trabalhou como oficial de protocolo no Departamento de Bem-estar Social de Gana.